# ボーン・フリー財団
ボーン・フリー財団（ボーン・フリーざいだん、Born Free Foundation）とは、イギリスの、動物福祉や動物保護を目的とした組織である。

## 概説
女優ヴァージニア・マッケンナとその夫で俳優のビル・トラヴァースによって1984年に行われたズー・チェックおよび一連の活動に起源を持つ。
マッケンナとトラバースは映画『野生のエルザ』（原題 Born Free。1966年公開）に出演し、その作品で紹介された、ジョージ・アダムソンとジョイ・アダムソンがエルザというライオンを野生に返すという物語に大いに影響を受けた。マッケンナとトラバースの夫妻は野生動物やアンチ動物園のドキュメンタリーをテレビ放送向けに制作した。
このボーン・フリー財団は公式には1998年7月20日に設立された。 動物に関する様々な活動を行っており、それらはズー・チェック・キャンペーン、 Elefriends Campaign、 Wolf Campaign、 Dolphin Campaign、 Primate Campaign、 Big Cat Campaign、 Bear Campaignなどである。イギリスとウェールズでチャリティ団体として登録されている。
ボーン・フリー財団は動物福祉、動物の保護、また動物への虐待を防止し野生動物を元の自然のすみかへと戻すための広報活動などを行っている。